# Argentinischer Kongresspalast

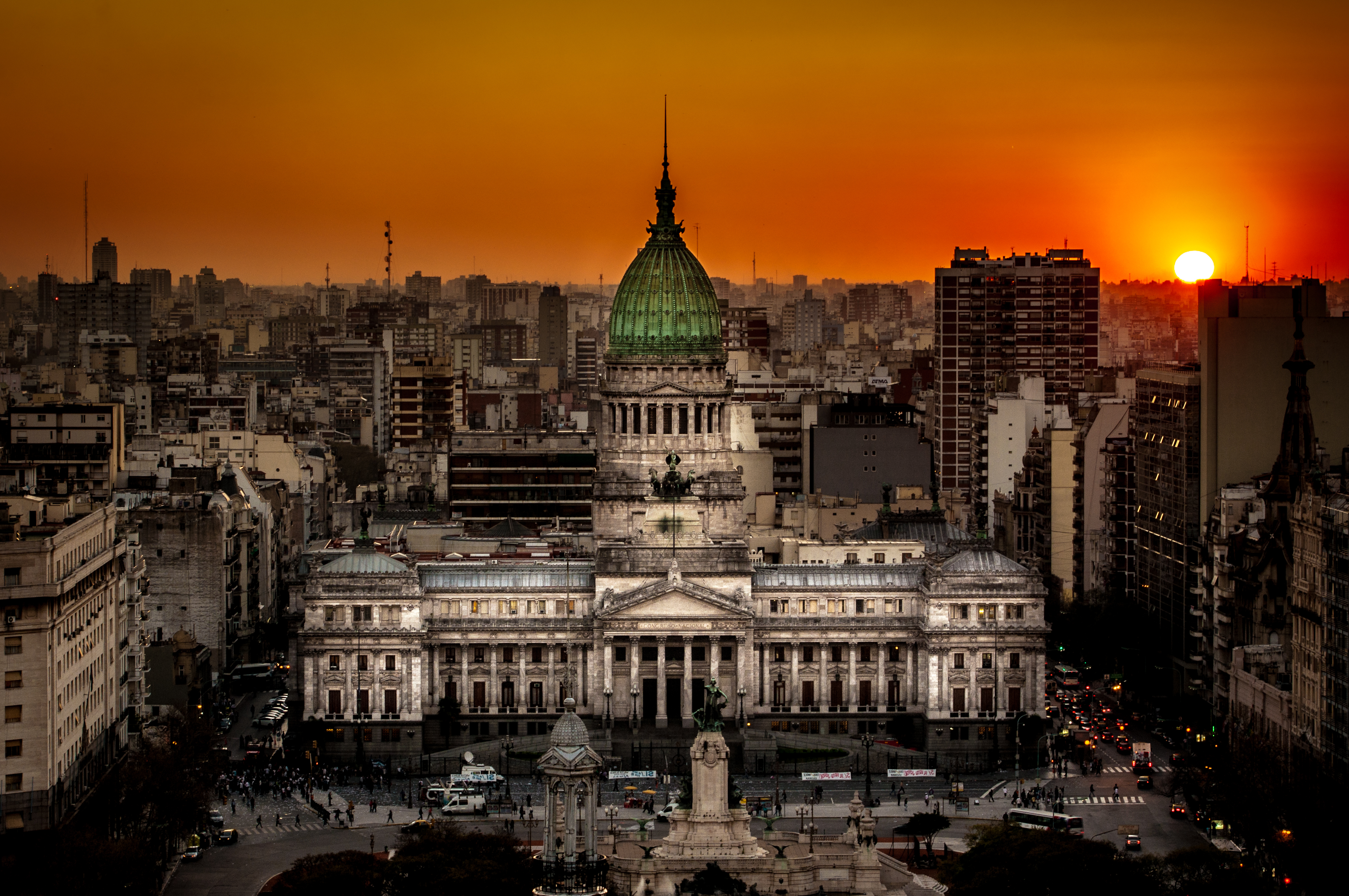
Palacio del Congreso Nacional

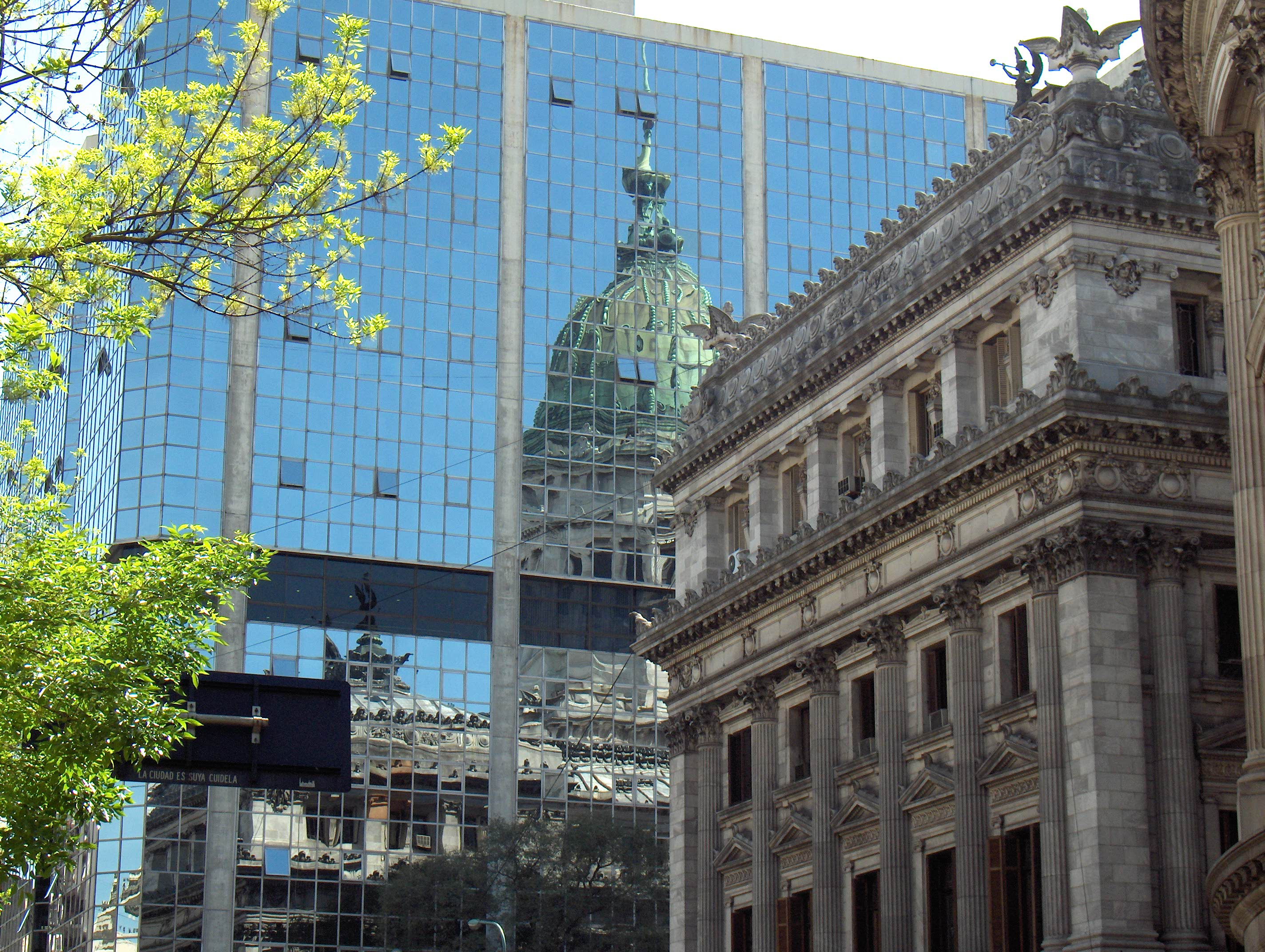
Kongresspalast spiegelt sich im Abgeordneten-Bürogebäude.

Der Argentinische Kongresspalast (spanisch Palacio del Congreso de la Nación Argentina) in Buenos Aires ist der Sitz des argentinischen Nationalkongresses.
Das Gebäude steht im Stadtteil Balvanera auf der Plaza del Congreso. Die Avenida de Mayo verbindet die Plaza mit der Casa Rosada, dem Sitz des argentinischen Präsidenten. Der Gebäudekomplex mit einer Fläche von 12.079,60 m² wird begrenzt durch die Straßen Avenida Rivadavia, Combate de Los Pozos, Avenida Entre Ríos und Calle Hipólito Yrigoyen.
Das Gebäude wurde durch den italienischen Architekten Vittorio Meano entworfen und durch den argentinischen Architekten Julio Dormal fertiggestellt. Es wurde zwischen 1898 und 1906 erbaut und noch im Jahr der Fertigstellung eingeweiht. Trotzdem sind Details erst nach und nach bis 1946 fertiggestellt worden. Die Bildhauerin Lola Mora schmückte die inneren Hallen und die Außenseiten mit zahlreichen bronzenen Allegorien. Der Kongresspalast wurde in die Liste der Nationalen Historischen Monumente Argentiniens aufgenommen. Da der Nationalkongress über die Zeit zu klein für seine Zweckbestimmung wurde, erweiterte man ihn 1974 durch einen Annex für die Büros der Abgeordneten.